# Campionati del mondo di atletica leggera 1987 - Marcia 20 km
La gara della marcia 20 km maschile dei Campionati del mondo di atletica leggera 1987 si è svolta il 30 agosto.

## Podio
| Pos.    | Atleta            | Nazionalità    | Tempo    |
| ------- | ----------------- | -------------- | -------- |
| Oro     | Maurizio Damilano | Italia         | 1h20'45" |
| Argento | Jozef Pribilinec  | Cecoslovacchia | 1h21'07" |
| Bronzo  | José Marín        | Spagna         | 1h21'24" |

## Situazione pre-gara

### Record
Prima di questa competizione, il record del mondo (RM) e il record dei campionati (RC) erano i seguenti:
| Record                | Prestazione | Atleta                  | Data                                     | Competizione  |
| --------------------- | ----------- | ----------------------- | ---------------------------------------- | ------------- |
| Record mondiale       | 1h19'12"    | Axel Noack Germania Est | 21 giugno 1987 Karl-Marx-Stadt, Germania |               |
| Record dei campionati | 1h20'49"    | Ernesto Canto Messico   | 7 agosto 1983 Helsinki, Finlandia        | Mondiale 1983 |

### Campioni in carica
I campioni in carica, a livello olimpico e mondiale, erano:
| Campione | Atleta                | Prestazione | Data                                   | Competizione         |
| -------- | --------------------- | ----------- | -------------------------------------- | -------------------- |
| Olimpico | Ernesto Canto Messico | 1h23'13"    | 3 agosto 1984 Los Angeles, Stati Uniti | Giochi olimpici 1984 |
| Mondiale | Ernesto Canto Messico | 1h20'49"    | 7 agosto 1983 Helsinki, Finlandia      | Mondiale 1983        |

### La stagione
Prima di questa gara, gli atleti con le migliori tre prestazioni dell'anno erano:
| Pos. | Atleta                    | Prestazione | Data                                     |
| ---- | ------------------------- | ----------- | ---------------------------------------- |
| 1    | Axel Noack Germania Est   | 1h19'12"    | 21 giugno 1987 Karl-Marx-Stadt, Germania |
| 2    | Dave Smith Australia      | 1h19'22"    | 19 luglio 1987 Hobart, Australia         |
| 3    | Carlos Mercenario Messico | 1h19'24"    | 3 maggio 1987 New York, Stati Uniti      |

## Risultati[1][2]
Venerdì 30 agosto 1987

### Classifica
| Pos. | Atleta                  | Nazionalità      | Tempo    | Note                  |
| ---- | ----------------------- | ---------------- | -------- | --------------------- |
|      | Maurizio Damilano       | Italia           | 1h20'45" | Record dei campionati |
|      | Jozef Pribilinec        | Cecoslovacchia   | 1h21'07" |                       |
|      | José Marín              | Spagna           | 1h21'24" |                       |
| 4    | Viktor Mostovik         | Unione Sovietica | 1h21'53" |                       |
| 5    | Carlo Mattioli          | Italia           | 1h22'53" |                       |
| 6    | Roman Mrázek            | Cecoslovacchia   | 1h23'01" |                       |
| 7    | Jean-Claude Corre       | Francia          | 1h23'38" |                       |
| 8    | Querubin Moreno         | Colombia         | 1h23'42" |                       |
| 9    | Ian McCombie            | Regno Unito      | 1h23'51" |                       |
| 10   | Reima Salonen           | Finlandia        | 1h24'14" |                       |
| 11   | Pavol Blažek            | Cecoslovacchia   | 1h24'37" |                       |
| 12   | Andrew Jachno           | Australia        | 1h24'46" |                       |
| 13   | Martial Fesselier       | Francia          | 1h24'51" |                       |
| 14   | Dominique Guebey        | Francia          | 1h25'01" |                       |
| 15   | Erling Andersen         | Norvegia         | 1h25'08" |                       |
| 16   | José Urbano             | Portogallo       | 1h25'10" |                       |
| 17   | Jan Staaf               | Svezia           | 1h25'12" |                       |
| 18   | José Pinto              | Portogallo       | 1h25'24" |                       |
| 19   | Tim Lewis               | Stati Uniti      | 1h26'00" |                       |
| 20   | Ricardo Pueyo           | Spagna           | 1h26'09" |                       |
| 21   | Ray Sharp               | Stati Uniti      | 1h27'06" |                       |
| 22   | Sándor Urbanik          | Ungheria         | 1h27'24" |                       |
| 23   | Stefan Johansson        | Svezia           | 1h27'27" |                       |
| 24   | Simon Baker             | Australia        | 1h27'32" |                       |
| 25   | Francisco Vargas Cajica | Colombia         | 1h27'33" |                       |
| 26   | Anatoliy Gorshkov       | Norvegia         | 1h27'34" |                       |
| 27   | Miguel Ángel Prieto     | Spagna           | 1h27'40" |                       |
| 28   | Wolfgang Wiedemann      | Germania Ovest   | 1h28'07" |                       |
| 29   | Gary Morgan             | Stati Uniti      | 1h28'08" |                       |
| 30   | Vesa Puukari            | Finlandia        | 1h28'29" |                       |
| 31   | Carlos Ramones          | Venezuela        | 1h28'40" |                       |
| 32   | Santiago Fonseca        | Honduras         | 1h28'44" |                       |
| 33   | François Lapointe       | Canada           | 1h29'22" |                       |
| 34   | Chris Maddocks          | Regno Unito      | 1h32'36" |                       |
| 35   | Abdelwahab Ferguene     | Algeria          | 1h34'26" |                       |
| 36   | Héctor Moreno           | Colombia         | dnf      |                       |
| 37   | Frants Kostyukevich     | Unione Sovietica | dnf      |                       |
| 38   | Axel Noack              | Germania Est     | dq       |                       |
| 39   | Carlos Mercenario       | Messico          | dq       |                       |
| 40   | Dave Smith              | Australia        | dq       |                       |
| 41   | Ernesto Canto           | Messico          | dq       |                       |
| 42   | Walter Arena            | Italia           | dq       |                       |